# Caríngaro
Caríngaro är en ort i Mexiko.   Den ligger i kommunen Quiroga och delstaten Michoacán de Ocampo, i den södra delen av landet, 250 km väster om huvudstaden Mexico City. Caríngaro ligger 2 244 meter över havet och antalet invånare är 286.